# Salem (Kentucky)
Pour les articles homonymes, voir Salem.
Salem est une ville américaine située dans le comté de Livingston, dans l’État du Kentucky. En 2010, sa population était de 752 habitants.

## Source de la traduction
- (en) Cet article est partiellement ou en totalité issu de l’article de Wikipédia en anglais intitulé « Salem, Kentucky » (voir la liste des auteurs).